# Bellefonte (Delaware)
Bellefonte je gradić u američkoj saveznoj državi Delaware. Prema popisu stanovništva iz 2010. u njemu je živjelo 1.193 stanovnika.